# Platyrhacus pococki
Platyrhacus pococki är en mångfotingart som beskrevs av Henri W. Brölemann 1911. Platyrhacus pococki ingår i släktet Platyrhacus och familjen Platyrhacidae. Inga underarter finns listade i Catalogue of Life.